# Campionati europei di atletica leggera indoor 2021 - Salto in alto femminile
Il concorso del salto in alto femminile ai campionati europei di atletica leggera indoor di Toruń 2021 si è svolto il 5 e il 7 marzo 2021 presso l'Arena Toruń.

## Podio
| Pos.    | Atleta              | Nazionalità |
| ------- | ------------------- | ----------- |
| Oro     | Yaroslava Mahuchikh | Ucraina     |
| Argento | Iryna Herashchenko  | Ucraina     |
| Bronzo  | Ella Junnila        | Finlandia   |

## Record
| Record                | Record          | Record | Record                  | Record          |
| --------------------- | --------------- | ------ | ----------------------- | --------------- |
| Record del mondo      | Kajsa Bergqvist | 2,08 m | Arnstadt, Germania      | 4 febbraio 2006 |
| Record europeo        | Kajsa Bergqvist | 2,08 m | Arnstadt, Germania      | 4 febbraio 2006 |
| Record dei campionati | Tia Hellebaut   | 2,05 m | Birmingham, Regno Unito | 3 marzo 2007    |

## Programma
| Data         | Ora   | Turno          |
| ------------ | ----- | -------------- |
| 5 marzo 2021 | 19:13 | Qualificazioni |
| 7 marzo 2021 | 17:45 | Finale         |

## Risultati

### Qualificazioni
Si qualificano alla finale le atlete che raggiungono la misura di 1,94 m (Q) o le migliori 8 (q).
| Class | Atleta              | Nazione       | 1,76 m | 1,82 m | 1,87 m | 1,91 m | Risultato | Note                          |
| ----- | ------------------- | ------------- | ------ | ------ | ------ | ------ | --------- | ----------------------------- |
| 1     | Iryna Herashchenko  | Ucraina       | o      | o      | o      | o      | 1,91 m    | q                             |
| 1     | Yaroslava Mahuchikh | Ucraina       | -      | o      | o      | o      | 1,91 m    | q                             |
| 1     | Alessia Trost       | Italia        | o      | o      | o      | o      | 1,91 m    | q                             |
| 4     | Daniela Stanciu     | Romania       | o      | o      | o      | xo     | 1,91 m    | q                             |
| 4     | Marija Vuković      | Montenegro    | -      | o      | o      | xo     | 1,91 m    | q                             |
| 6     | Ella Junnila        | Finlandia     | -      | o      | xo     | xo     | 1,91 m    | q                             |
| 7     | Yuliya Levchenko    | Ucraina       | o      | o      | o      | xxo    | 1,91 m    | q                             |
| 8     | Emily Borthwick     | Gran Bretagna | xo     | o      | xxo    | xxo    | 1,91 m    | q                             |
| 9     | Lia Apostolovski    | Slovenia      | o      | o      | o      | xxx    | 1,87 m    | =                             |
| 9     | Karyna Dėmidik      | Bielorussia   | -      | o      | o      | xxx    | 1,87 m    |                               |
| 9     | Maja Nilsson        | Svezia        | o      | o      | o      | xxx    | 1,87 m    |                               |
| 12    | Ioánna Zákka        | Grecia        | o      | xo     | o      | xxx    | 1,87 m    | Miglior prestazione personale |
| 13    | Morgan Lake         | Gran Bretagna | -      | xxo    | o      | xxx    | 1,87 m    |                               |
| 14    | Elena Vallortigara  | Italia        | o      | xo     | xo     | xxx    | 1,87 m    |                               |
| 15    | Salome Lang         | Svizzera      | o      | o      | xxo    | xxx    | 1,87 m    |                               |
| 15    | Merel Maes          | Belgio        | o      | o      | xxo    | xxx    | 1,87 m    |                               |
| 17    | Lilian Turban       | Estonia       | o      | xxo    | xxo    | xxx    | 1,87 m    | =                             |

### Finale
| Class   | Atleta              | Nazione       | 1,80 m | 1,85 m | 1,89 m | 1,92 m | 1,94 m | 1,96 m | 1,98 m | 2,00 m | 2,07 m | Risultato | Note                                     |
| ------- | ------------------- | ------------- | ------ | ------ | ------ | ------ | ------ | ------ | ------ | ------ | ------ | --------- | ---------------------------------------- |
| Oro     | Yaroslava Mahuchikh | Ucraina       | -      | o      | o      | -      | o      | -      | o      | o      | xxx    | 2,00 m    |                                          |
| Argento | Iryna Herashchenko  | Ucraina       | o      | o      | o      | xxo    | xxo    | o      | o      | xxx    |        | 1,98 m    | Miglior prestazione personale            |
| Bronzo  | Ella Junnila        | Finlandia     | o      | o      | o      | o      | xxo    | o      | xxx    |        |        | 1,96 m    | Record nazionale                         |
| 4       | Yuliya Levchenko    | Ucraina       | o      | o      | o      | o      | o      | xxx    |        |        |        | 1,94 m    |                                          |
| 5       | Daniela Stanciu     | Romania       | o      | o      | o      | o      | xxx    |        |        |        |        | 1,92 m    | Miglior prestazione personale stagionale |
| 6       | Alessia Trost       | Italia        | o      | o      | o      | xo     | xxx    |        |        |        |        | 1,92 m    |                                          |
| 7       | Marija Vuković      | Montenegro    | o      | o      | xxo    | xxo    | xxx    |        |        |        |        | 1,92 m    |                                          |
| 8       | Emily Borthwick     | Gran Bretagna | o      | xxo    | xxx    |        |        |        |        |        |        | 1,85 m    |                                          |